# Ider (folyó)
Az Ider (mongol nyelven Идэр) folyó Nyugat-Mongóliában, Dzavhan- és Hövszgöl tartomány területén. A Szelengát létrehozó két nagy folyó egyike; (a másik a Delgermörön.)

## Földrajz
Hossza: 452 km, vízgyűjtő területe: 24 555 km², vízhozama az alsó folyásán 57 m³/s.
A Hangáj-hegység északnyugati részén, Dzavhan tartományban ered. Kezdetben észak felé, majd kelet felé folyik, Dzsargalant járási székhelynél északkeleti irányba fordul. A Delgermörön és az Ider egyesülésével keletkezik a Szelenga. 
Javarészt a Hangáj-hegység északi nyúlványai és a bal partja mentén húzódó Bulnaj-hegység közötti széles völgyben, sztyeppvidéken halad. Elsősorban esővizek táplálják, vízgyűjtő területén télen kevés a csapadék. Novembertől áprilisig jég borítja.
Jelentősebbek a Hangáj-hegységhez tartozó Tarbagatajból érkező jobb oldali mellékfolyói: felső szakaszán a Tegsín (Тэгшийн гол), lejjebb a Hundzsil (Хунжил гол, 150 km), valamint az alsó folyásán, Hövszögöl- és Észak-Hangáj tartomány határán betorkoló legnagyobb mellékfolyó, a Csulút (415 km).